# Rhinogobius

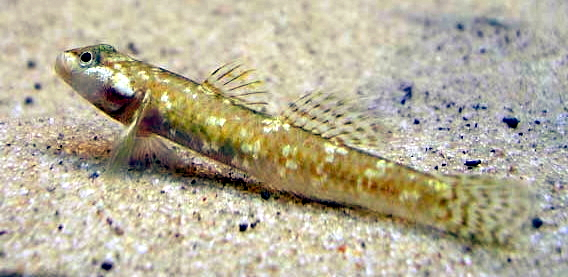
Femella de Rhinogobius duospilus

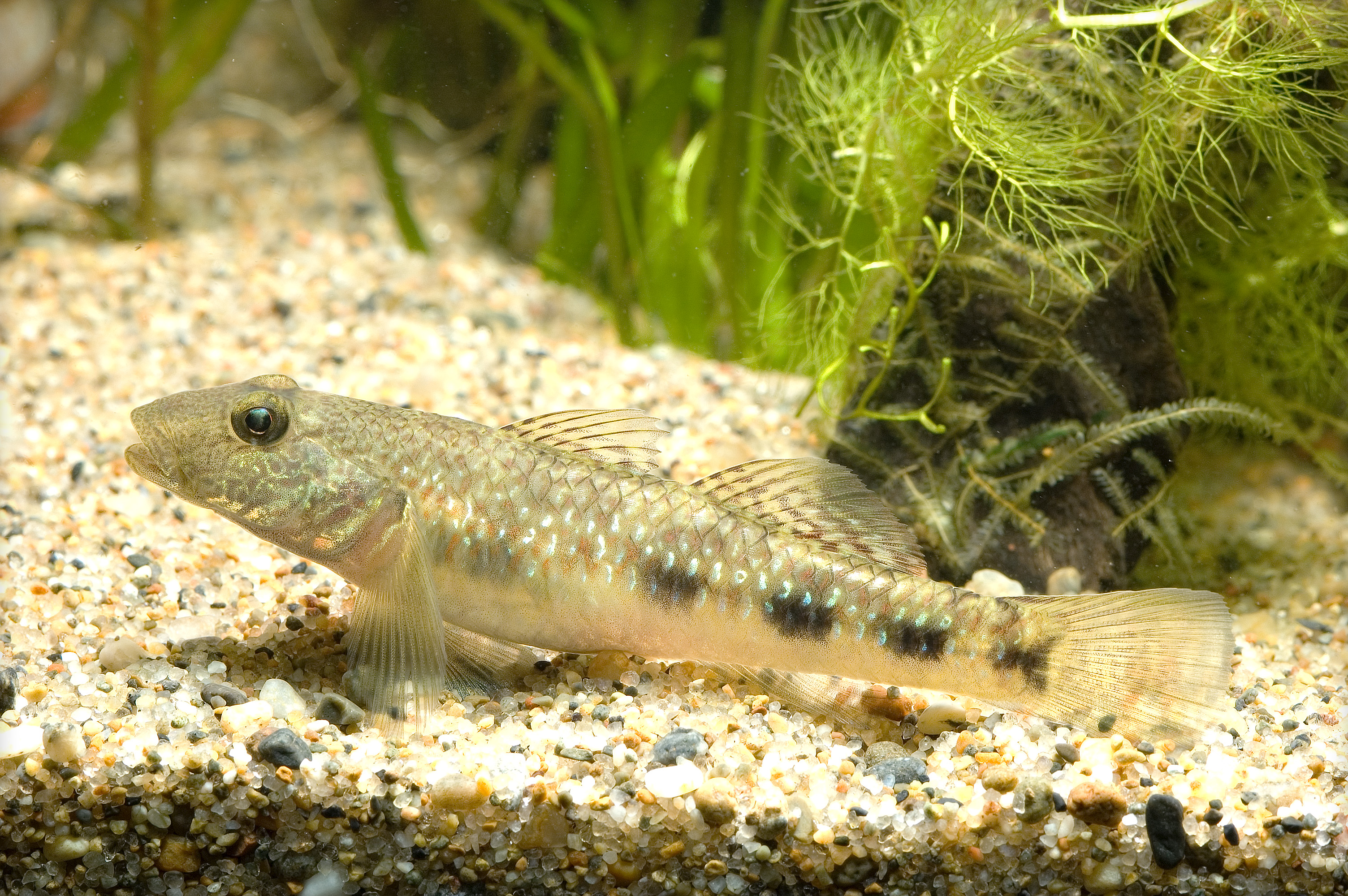
Rhinogobius giurinus

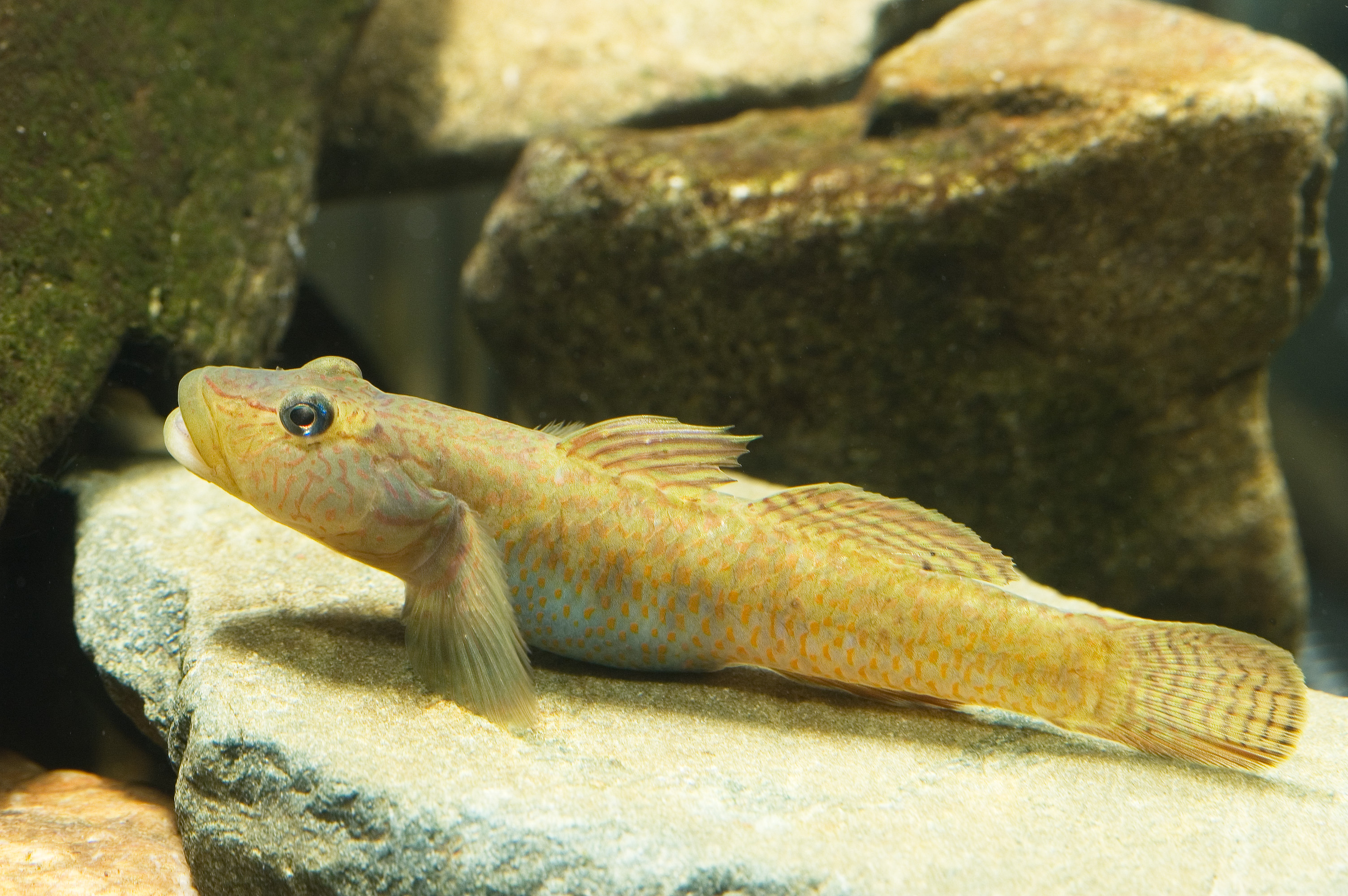
Rhinogobius sp. CB

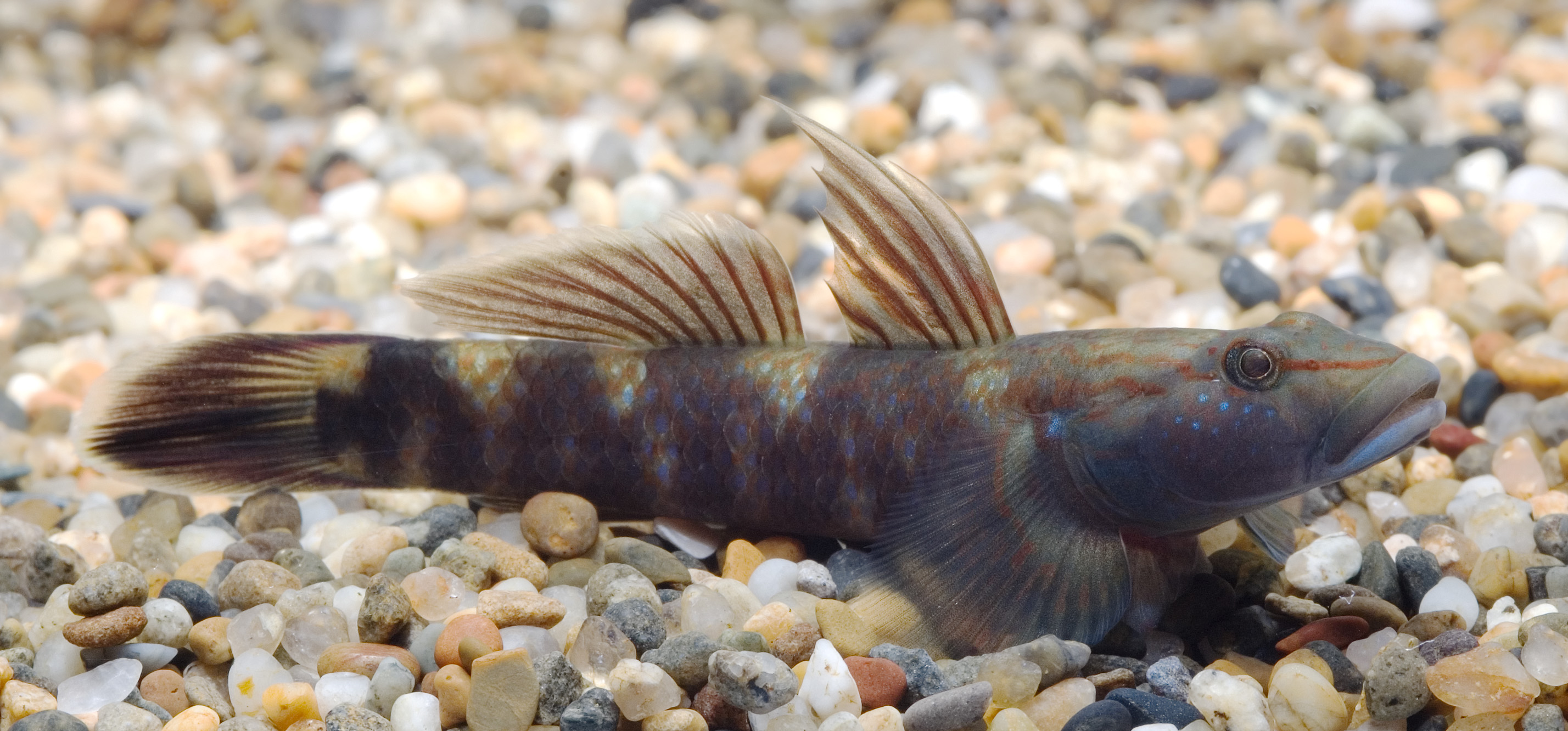
Rhinogobius sp. CO

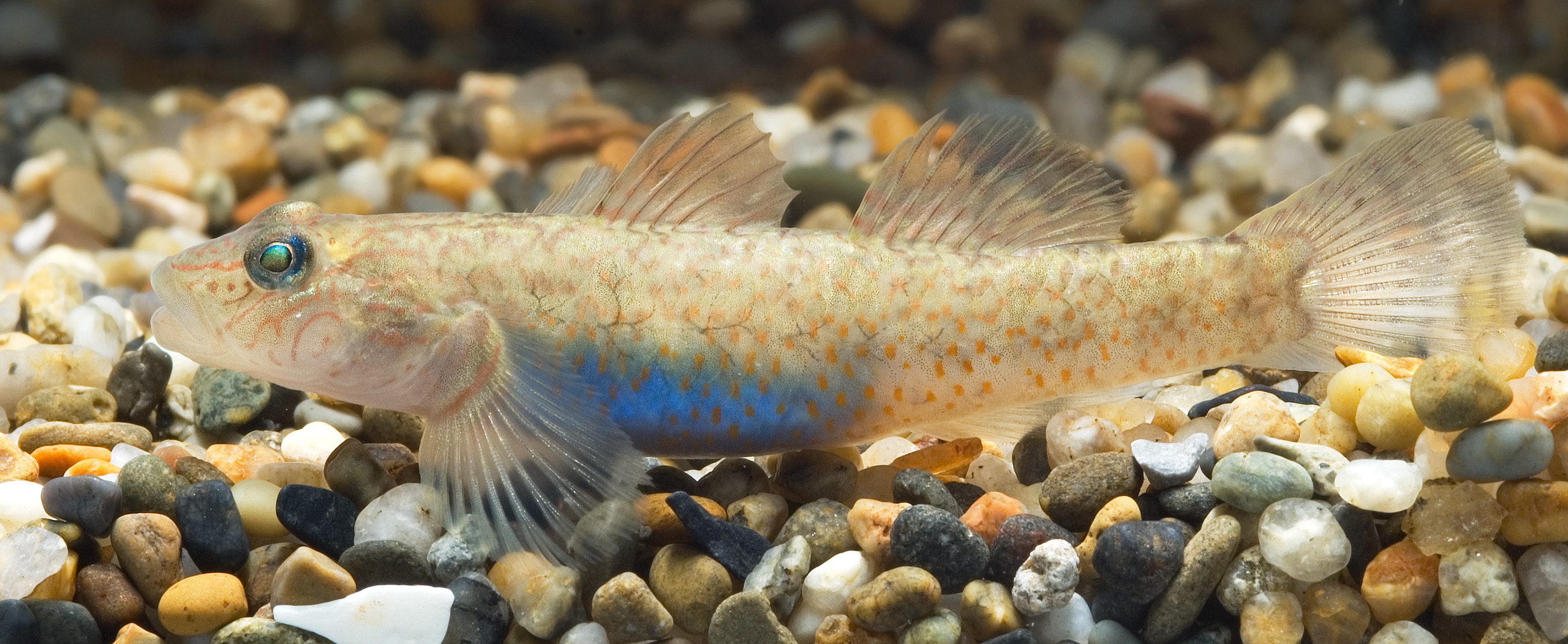
Femella de Rhinogobius sp. CB

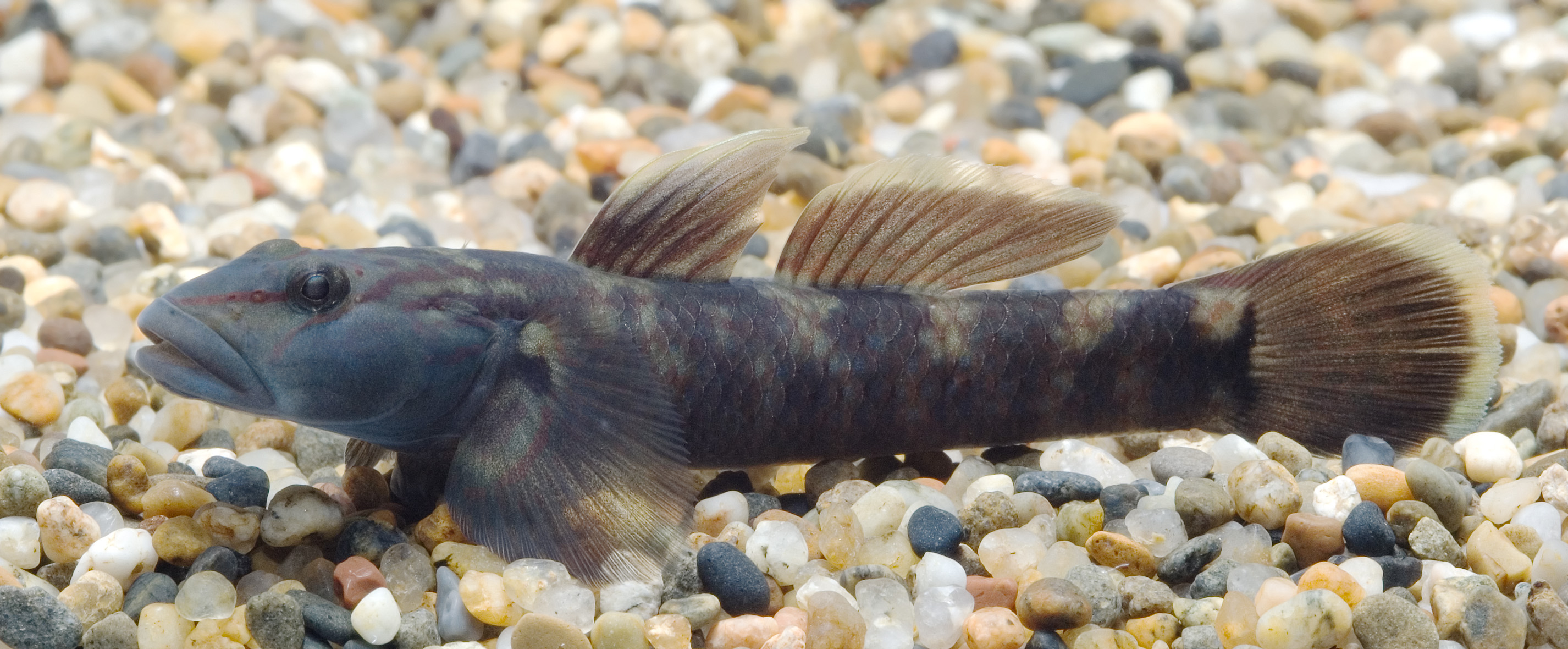
Rhinogobius sp. LD

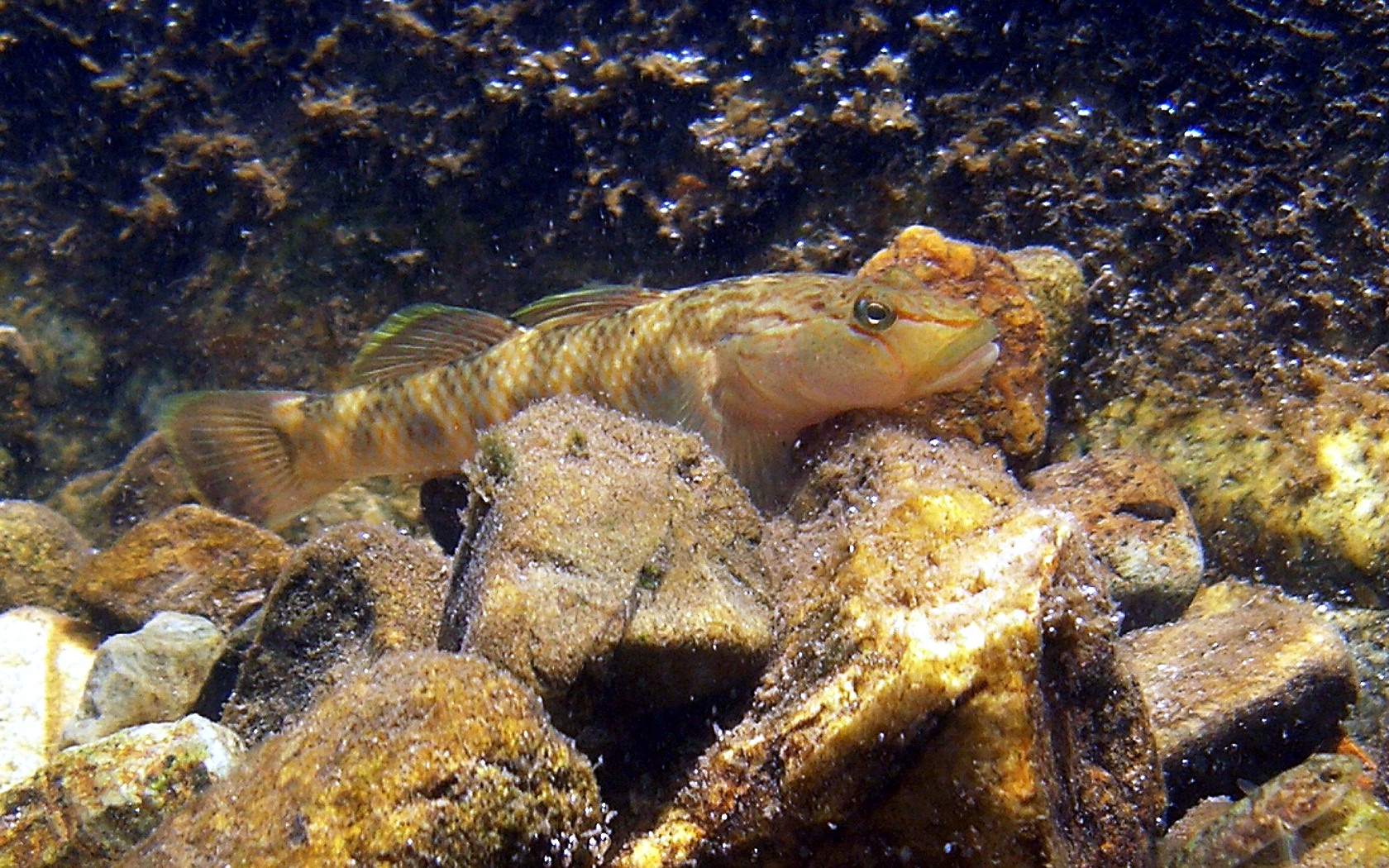
Rhinogobius sp.

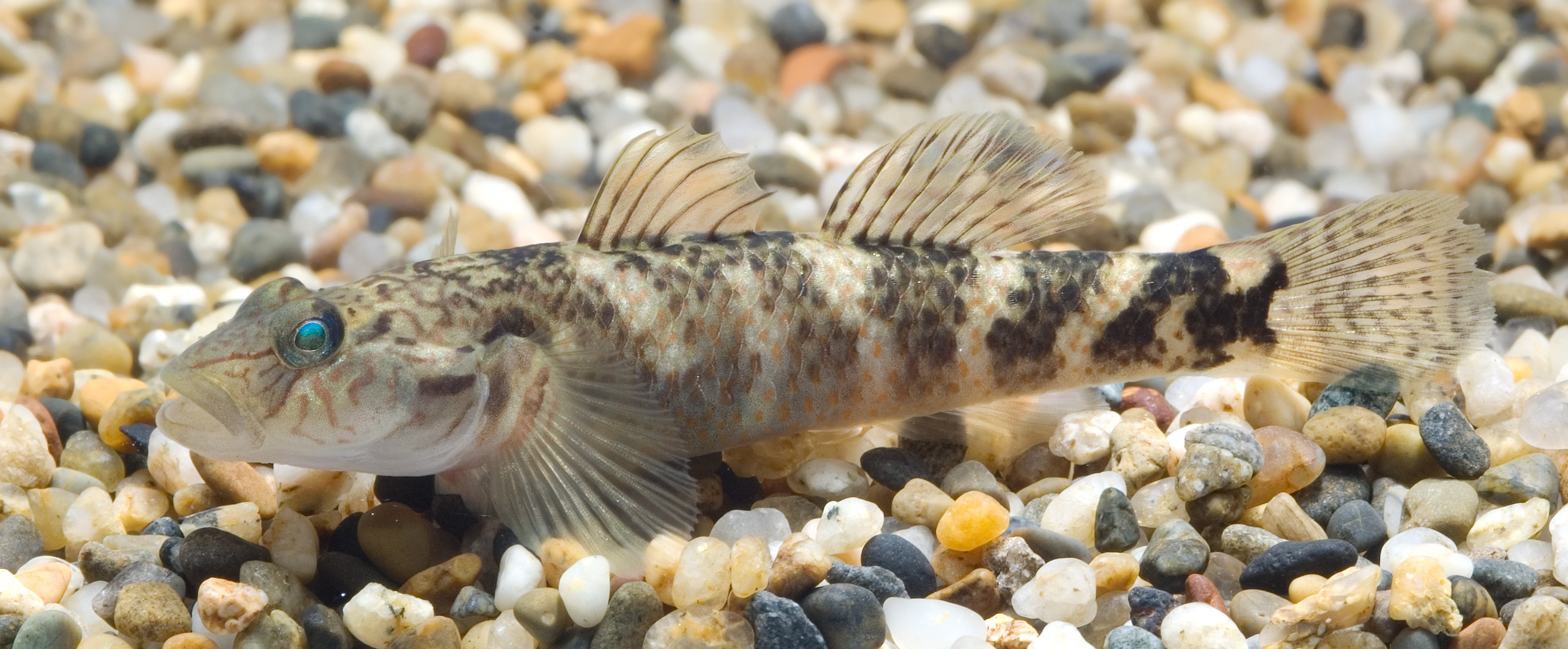
Rhinogobius sp. CB

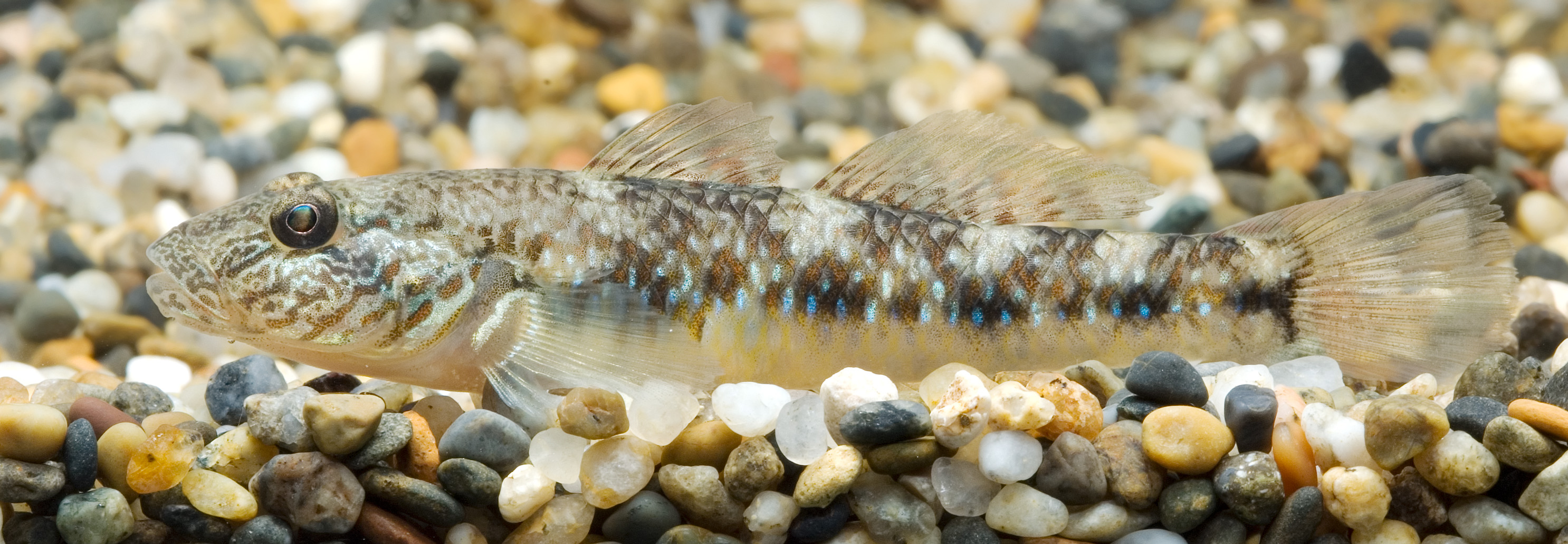
Rhinogobius giurinus

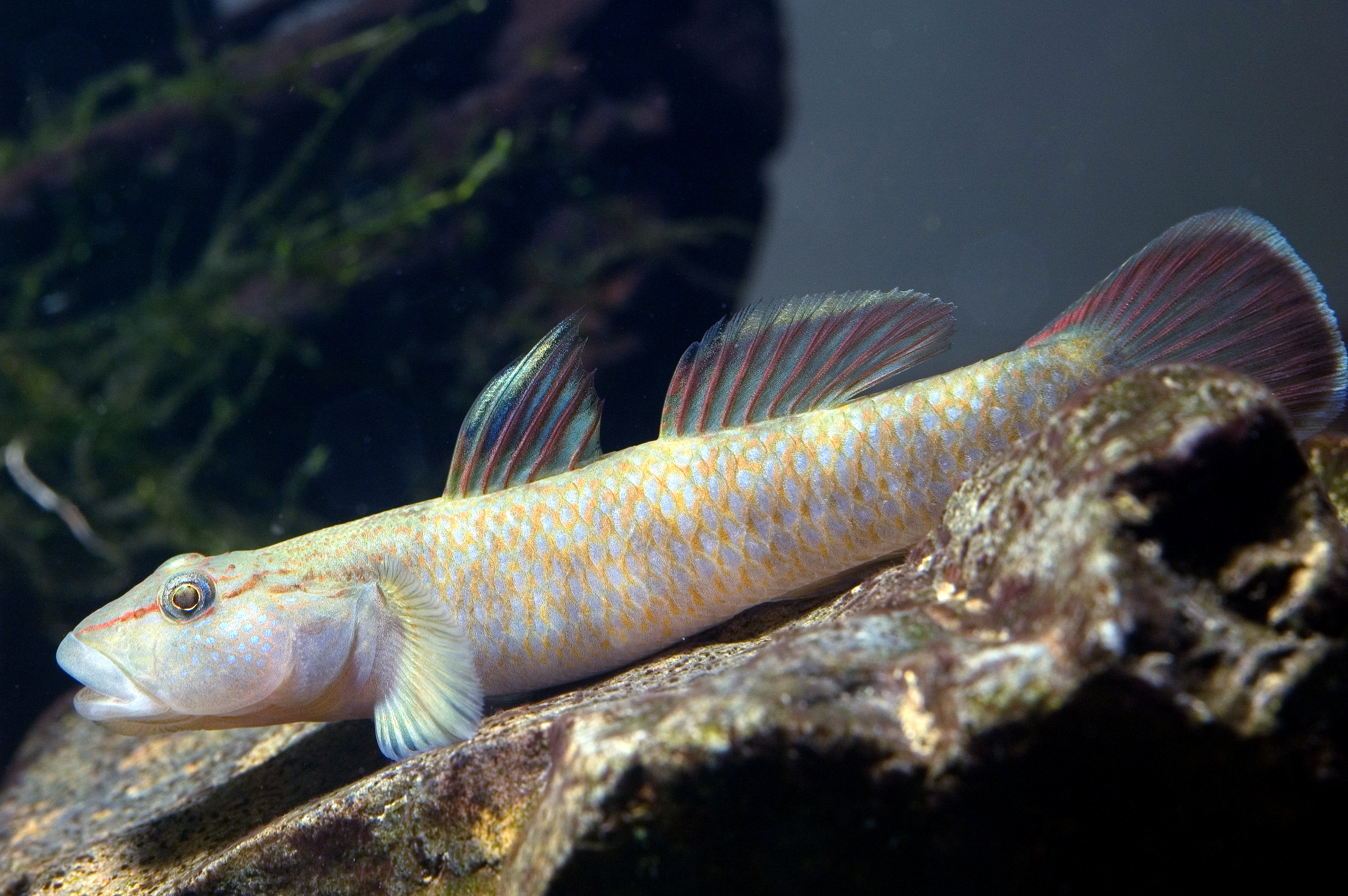
Rhinogobius sp. CO

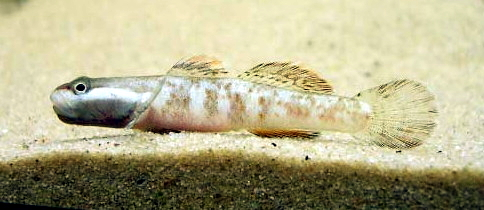
Mascle de Rhinogobius duospilus

Rhinogobius és un gènere de peixos d'aigua dolça principalment i de la família dels gòbids i de l'ordre dels perciformes.

## Morfologia
- La majoria de les seues espècies són petites.
- Presenten, sovint, dimorfisme sexual.[2]

## Distribució geogràfica
Es troba a les regions tropicals i temperades d'Àsia.

## Taxonomia
- Rhinogobius albimaculatus (Chen, Kottelat & Miller, 1999)[3]
- Rhinogobius boa (Chen & Kottelat, 2005)[4]
- Rhinogobius brunneus (Temminck & Schlegel, 1845)[5]
- Rhinogobius bucculentus (Herre, 1927)
- Rhinogobius candidianus (Regan, 1908)
- Rhinogobius carpenteri (Seale, 1910)
- Rhinogobius changjiangensis (Chen, Miller, Wu & Fang, 2002)[6]
- Rhinogobius changtinensis (Huang & Chen, 2007)[7]
- Rhinogobius chiengmaiensis (Fowler, 1934)[8]
- Rhinogobius cliffordpopei (Nichols, 1925)[9]
- Rhinogobius davidi (Sauvage & Dabry de Thiersant, 1874)[10]
- Rhinogobius delicatus (Chen & Shao, 1996)[11]
- Rhinogobius duospilus (Herre, 1935)[12]
- Rhinogobius flavoventris (Herre, 1927)
- Rhinogobius flumineus (Mizuno, 1960)[13]
- Rhinogobius genanematus (Zhong & Tzeng, 1998)[14]
- Rhinogobius gigas (Aonuma & Chen, 1996)[15]
- Rhinogobius giurinus (Rutter, 1897)[16]
- Rhinogobius henchuenensis (Chen & Shao, 1996)[11]
- Rhinogobius honghensis (Chen, Yang & Chen, 1999)[17]
- Rhinogobius lanyuensis (Chen, Miller & Fang, 1998)[18]
- Rhinogobius leavelli (Herre, 1935)[19]
- Rhinogobius lentiginis (Wu & Zheng, 1985)[20]
- Rhinogobius lindbergi (Berg, 1933)[21]
- Rhinogobius lineatus (Chen, Kottelat & Miller, 1999)
- Rhinogobius linshuiensis (Chen, Miller, Wu & Fang, 2002)
- Rhinogobius longyanensis (Chen, Cheng & Shao, 2008)
- Rhinogobius lungwoensis (Huang & Chen, 2007)
- Rhinogobius maculafasciatus (Chen & Shao, 1996)
- Rhinogobius maculicervix (Chen & Kottelat, 2000)
- Rhinogobius mekongianus (Pellegrin & Fang, 1940)
- Rhinogobius milleri (Chen & Kottelat, 2001)
- Rhinogobius multimaculatus (Wu & Zheng, 1985)
- Rhinogobius nagoyae (Jordan & Seale, 1906)
- Rhinogobius nammaensis (Chen & Kottelat, 2001)
- Rhinogobius nandujiangensis (Chen, Miller, Wu & Fang, 2002)
- Rhinogobius nantaiensis (Aonuma & Chen, 1996)
- Rhinogobius ponkouensis (Huang & Chen, 2007)
- Rhinogobius reticulatus (Li, Zhong & Wu, 2007)
- Rhinogobius rubrolineatus (Chen & Miller, 2008)
- Rhinogobius rubromaculatus (Lee & Chang, 1996)
- Rhinogobius sagittus (Chen & Miller, 2008)
- Rhinogobius similis (Gill, 1859)
- Rhinogobius sulcatus (Chen & Kottelat, 2005)
- Rhinogobius taenigena (Chen, Kottelat & Miller, 1999)
- Rhinogobius variolatus (Chen & Kottelat, 2005)
- Rhinogobius vermiculatus (Chen & Kottelat, 2001)
- Rhinogobius virgigena (Chen & Kottelat, 2005)
- Rhinogobius wangchuangensis (Chen, Miller, Wu & Fang, 2002)
- Rhinogobius wangi (Chen & Fang, 2006)
- Rhinogobius wuyanlingensis (Yang, Wu & Chen, 2008)
- Rhinogobius wuyiensis (Li & Zhong, 2007)
- Rhinogobius xianshuiensis (Chen, Wu & Shao, 1999)
- Rhinogobius yaoshanensis (Luo, 1989)
- Rhinogobius zhoui (Li & Zhong, 2009)[22][23][24][25][26][27]

## Observacions
Algunes espècies, com ara Rhinogobius duospilus, són populars com a peixos d'aquari.